# Periș, Ilfov
Periș este satul de reședință al comunei cu același nume din județul Ilfov, Muntenia, România.

## Legături externe
Materiale media legate de Periș la Wikimedia Commons